# Sant’Agnese in Agone (Kardinalstitel)
Der Kardinalstitel eines Kardinaldiakons von Sant’Agnese in Agone wurde von Papst Johannes Paul II. 1998 neu geschaffen.
Der gleichnamige Titel eines Kardinalpriesters von Sant’Agnese in Agone hatte zuvor schon von 1517 bis 1654 existiert.

## Geschichte
Mit der Wiedereinsetzung des Titels hat Johannes Paul II. die Anzahl der Kardinalstitel weiter vergrößert.
Der frühere Titel eines Kardinalpriesters war von Papst Leo X. am 6. Juli 1517 errichtet worden, nachdem er beim Konsistorium vom 1. Juli 1517 die Anzahl der Kardinäle erheblich vergrößert hatte. Papst Innozenz XI. hob den Titel am 5. Oktober 1654 wieder auf und übertrug ihn auf Sant’Agnese fuori le mura.

## Titelinhaber

### Kardinaldiakone
Erster Titelinhaber war Lorenzo Antonetti (* 1922, † 2013), den Johannes Paul II. im Rahmen des Konsistoriums vom 21. Februar 1998 zum Kardinal kreiert hatte.
| Name                  | Land        | Geboren (Alter 1)        | Verstorben    | Ernennung 2   | Ernennung 2       | Anmerkungen |
| Name                  | Land        | Geboren (Alter 1)        | Verstorben    | am            | durch Papst       | Anmerkungen |
| --------------------- | ----------- | ------------------------ | ------------- | ------------- | ----------------- | --- |
| Gerhard Ludwig Müller | Deutschland | 31. Dez. 1947 (77 Jahre) | ---           | 22. Feb. 2014 | Franziskus        | Seit Juli 2024 Kardinalpriester pro illa vice (durch Papst Franziskus); Seit 2021 Mitglied des Gerichtshofes der Apostolischen Signatur; Präfekt emeritus der Glaubenskongregation; Bischof emeritus von Regensburg. |
| Lorenzo Antonetti     | Italien     | 31. Juli 1922            | 10. Apr. 2013 | 21. Feb. 1998 | Johannes Paul II. | ab 2008 Kardinalpriester pro illa vice (durch Papst Benedikt XVI.); Präfekt em. der Güterverwaltung des Apostolischen Stuhls                                                                                         |

### Historische Kardinalpriester
Von der Errichtung des Titels 1517 bis zu seiner Unterdrückung 1654 gab es 11 Kardinalpriester von Sant’Agnese in Agone:
| Name                            | Land       | Geboren       | Verstorben    | Ernennung 1   | durch Papst   | Anmerkungen |
| ------------------------------- | ---------- | ------------- | ------------- | ------------- | ------------- | --- |
| Aldobrandini, Baccio            | Italien    | 20. Aug. 1613 | 21. Jan. 1665 | 12. März 1652 | Innozenz X.   | Kreiert im Konsistorium vom 19. Februar 1652 5. Oktober 1654 Titelverlagerung nach Sant’Agnese fuori le mura                                                           |
| Verospi, Girolamo               | Italien    | 1599          | 5. Jan. 1652  | 10. Feb. 1642 | Urban VIII.   | Kreiert im Konsistorium vom 16. Dezember 1641 |
| Colonna, Girolamo               | Italien    | 23. März 1604 | 4. Sep. 1666  | 28. Feb. 1628 | Urban VIII.   | Kreiert in pectore im Konsistorium vom 30. August 1627, veröffentlicht am 7. Februar 1628; 27. Juni 1639 Option nach Santa Maria in Cosmedin                           |
| 1623–1628 Vakant                |            |               |               |               |               | |
| Ridolfi, Ottavio                | Italien    | 24. März 1582 | 6. Juli 1624  | 26. Okt. 1622 | Gregor XV.    | Kreiert im Konsistorium vom 5. September 1622 7. Oktober 1623 Option nach Sant’Agata dei Goti                                                                          |
| Baroni Peretti Montalto, Andrea | Italien    | 29. Nov. 1572 | 4. Aug. 1629  | 5. Mai 1621   | Clemens VIII. | Kreiert im Konsistorium vom 5. Juni 1596 und am 21. Juni 1596 zum Kardinaldiakon von Santa Maria in Domnica ernannt 24. Oktober 1621 Option nach San Lorenzo in Lucina |
| 1618–1621 Vakant                |            |               |               |               |               | |
| Duperron, Jacques Davy          | Frankreich | 25. Nov. 1556 | 5. Mai 1618   | 7. Jan. 1605  | Clemens VIII. | Kreiert im Konsistorium vom 9. Juni 1604 Erzbischof von Sens |
| 1600–1605 Vakant                |            |               |               |               |               | |
| Galli, Antonio Maria            | Italien    | 1553          | 30. März 1620 | 14. Jan. 1587 | Sixtus V.     | Kreiert im Konsistorium vom 16. November 1586 24. Oktober 1621 Option nach Santa Prassede                                                                              |
| 1571–1587 Vakant                |            |               |               |               |               | |
| Grassi, Carlo                   | Italien    | 1519          | 25. März 1571 | 9. Juni 1570  | Pius V.       | Kreiert im Konsistorium vom 17. Mai 1570 |
| 1565–1570 Vakant                |            |               |               |               |               | |
| Ferrero, Pier Francesco         | Italien    | 1510          | 14. Nov. 1566 | 10. Nov. 1561 | Pius IV.      | Kreiert im Konsistorium vom 26. Februar 1561 7. Oktober 1565 Option nach Sant’Anastasia al Palatino                                                                    |
| Longwy de Givry, Claude de      | Frankreich | 1481          | 9. Aug. 1561  | 10. Nov. 1533 | Clemens VII.  | Kreiert im Konsistorium vom 7. November 1533 |
| 1525–1533 Vakant                |            |               |               |               |               | |
| Valle, Andrea della             | Italien    | 29. Nov. 1463 | 3. Aug. 1543  | 6. Juli 1517  | Leo X.        | Kreiert im Konsistorium vom 1. Juli 1517 7. Oktober 1525 Option nach Santa Prisca                                                                                      |